# 桑帕拉河
桑帕拉河（Sampara）是印度尼西亚苏拉威西岛东南半岛的一条河流。

## 参加
- 印度尼西亚河流列表

## 资料来源
1. ↑  Rand McNally, The New International Atlas, 1993.